# Bous, Saarlouis
Bous là một đô thị ở huyện Saarlouis, bang Saarland, Đức. Đô thị Bous, Saarlouis có diện tích 7,61 km². Đô thị này nằm bên sông Saar, cự ly khoảng 5 km về phía đông nam của Saarlouis, và 15 km về phía tây của Saarbrücken.